# Киргизско-таджикистанские отношения
Киргизско-таджикские отношения — двусторонние дипломатические отношения между Республикой Таджикистан и Кыргызской Республикой. Установлены 14 января 1993 года.

## История
В марте 1997 года в Душанбе открылось посольство Кыргызстана. В Бишкеке функционирует посольство Таджикистана.
Глава Республики Таджикистан Эмомали Рахмон посещал Кыргызстан в январе 1993 года, мае 1998 года, мае 2013 года. Первый президент Кыргызской Республики Аскар Акаев совершал поездки в Таджикистан в июле 1996 года и мае 2004 года. Второй президент Кыргызстана Курманбек Бакиев посещал Согдийскую область Таджикистана в мае 2008 года.
Государства сотрудничают в рамках множества международных и региональных организаций, таких Организация Объединённых Наций, Содружество Независимых Государств (СНГ), Организация Договора о коллективной безопасности (ОДКБ), Шанхайская организация сотрудничества (ШОС), Евразийский экономический союз (ЕАЭС).
Проблема границы
Таджикистан и Кыргызстан разделяют более 900 километров государственной границы. При этом около половины линии не демаркировано, из-за чего у приграничных жителей обоих государств возникают проблемы из-за доступа к воде, пастбищам и дорогам. Спорные территории составляют примерно 30 % от границы двух стран.
Пограничные инциденты между Кыргызстаном и Таджикистаном происходили в январе и в мае 2014 года. 

29 апреля 2021 года произошли серьёзные вооружённые столкновения на границе обеих стран. 
 
В сентябре 2022 года вооруженные столкновения вновь произошли по всему периметру киргизско-таджикской границы.
13 октября 2022 в Астане состоялась встреча президентов России, Кыргызстана и Таджикистана, где были достигнуты определённые договоренности.
В сентябре 2023 г. глава киргизского Госкомитета нацбезопасности (ГКНБ) Камчыбек Ташиев призвал власти Таджикистана отказаться от территориальных претензий к Кыргызстану, пригрозив в противном случае самим предъявлять их; после этого посол Кыргызстана в Таджикистане Эрлан Абдылдаев был вызвал в таджикский МИД, где ему было сказано об обеспокоенности таджикской стороны высказываниями Ташиева. 
МИД РФ заявил, что Кыргызстану и Таджикистану следует воздерживаться от резких заявлений и необдуманных шагов, способных обнулить достигнутые в последнее время позитивные результаты в переговорном процессе по делимитации и демаркации границы.
21 февраля 2025 года глава ГКНБ Кыргызстана Камчыбек Ташиев и глава ГКНБ Таджикистана Саймумин Ятимов подписали соглашение о делимитации государственных границ, разрешающее многолетний спор.

## Киргизы в Таджикистане
На территории Республики Таджикистан проживают 56 тысяч киргизов. Функционируют 64 киргизские школы. При этом в 37 школах языком обучения является киргизский, в 24 школах — киргизский и таджикский, в двух школах уроки преподаются на узбекском и киргизском, также действует смешанная школа с таджикским, киргизским и русским языками обучения.

## Таджики в Кыргызстане
В Кыргызстане проживают около 50 тысяч этнических таджиков. Посольство Таджикистана в Кыргызстане играет важную роль в их жизнедеятельности. В стране функционируют семь таджикских школ. В трёх из них уроки преподаются на таджикском, также работают три школы с таджикскими классами и одна киргизская школа с таджикским классом.
Таджики проживают в Баткенской области и Кара-Сууском районе Ошской области Киргизской Республики. В связи с межнациональными конфликтами в Ошской и Джалал-Абадской областях Кыргызстана руководство Таджикистана оказало жителям южных регионов страны гуманитарную помощь (всего было доставлено 252 тонны гуманитарного груза).

## Экономическое сотрудничество
По данным Национального статистического комитета Кыргызстана, в январе-мае 2011 года товарооборот между двумя республиками составил 11 миллионов долларов США.